# Philonthus lybius
Philonthus lybius – gatunek chrząszcza z rodziny kusakowatych i podrodziny Staphylininae.
Gatunek ten został opisany w 2013 roku przez Lubomíra Hromádkę.
Chrząszcz o ciele długości od 10,1 do 10,3 mm. Głowa czarna z brązowymi głaszczkami, prawie kwadratowa, o płaskich oczach krótszych od skroni i z czterema grubymi punktami między oczami. Czułki ciemnobrązowe z żółtobrązowymi nasadami drugiego i trzeciego członu, rozciągnięte sięgają tylnej ⅓ przedplecza. W grzbietowych rządkach przedplecza po pięć punktów. Pokrywy krwistoczerwone, nieco ku tyłowi rozszerzone. Na czarnym odwłoku niebieski połysk metaliczny.
Owad afrotropikalny, znany wyłącznie z Etiopii.